# Sikelfly
Sikelfly (Laspeyria flexula) är en fjärilsart som beskrevs av Ignaz Schiffermüller 1776. Sikelfly ingår i släktet Laspeyria och familjen nattflyn. Arten är reproducerande i Sverige. Inga underarter finns listade i Catalogue of Life.

## Bildgalleri

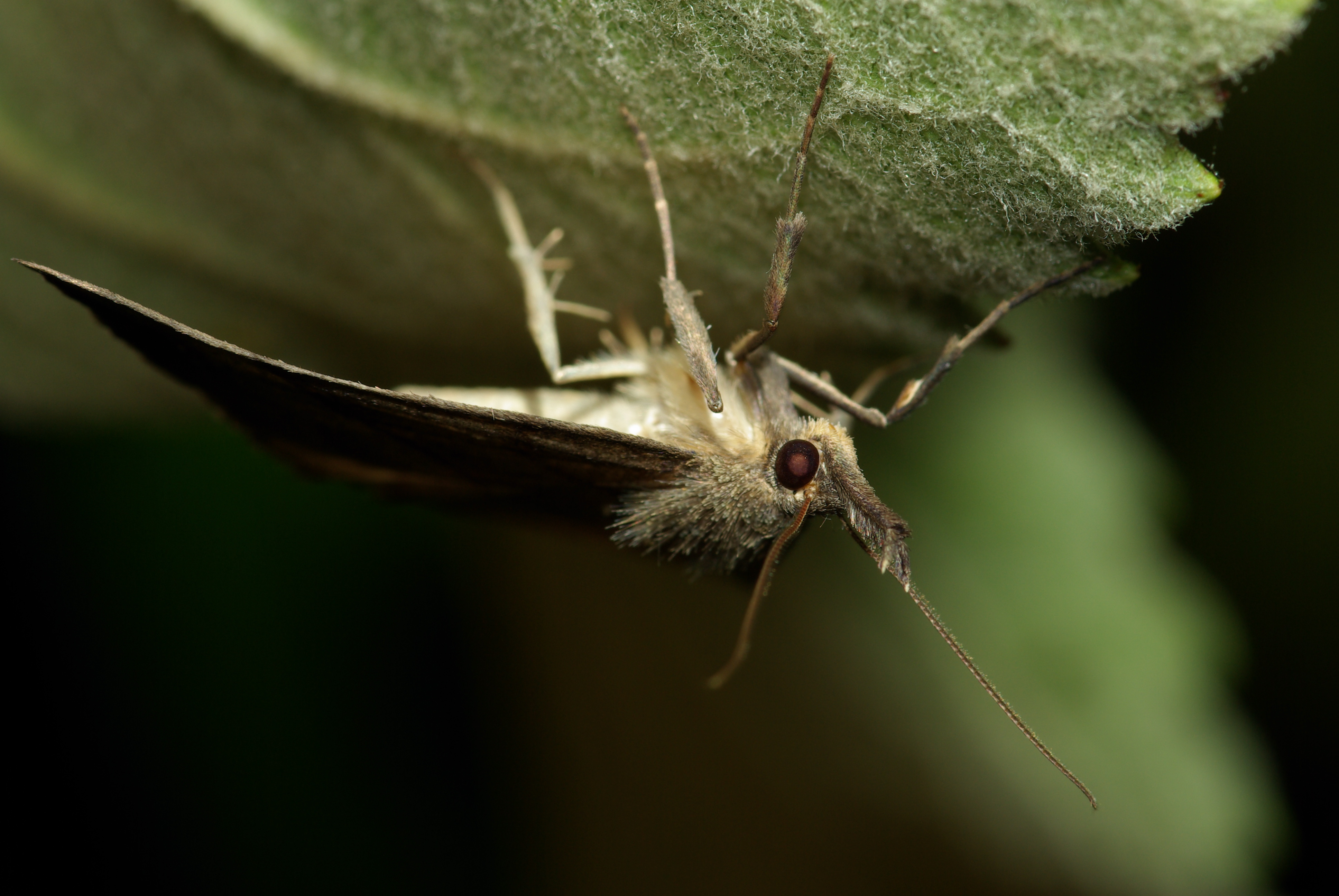